# Maria Rain
Maria Rain (en slovène : Žihpolje) est une commune autrichienne du district de Klagenfurt-Land en Carinthie.